# Samuel Araújo
Samuel Pereira de Araújo (Goiânia, 1º de junho de 1957) é um advogado e político brasileiro filiado ao Partido Social Democrático (PSD).
Primeiro suplente do mandato de Marcos Rogério, tornou-se senador por Rondônia por 120 dias após licença do titular.